# Osvaldo Martínez (piłkarz wodny)
Osvaldo Martínez Jara (ur. 13 sierpnia 1922 w San Fernando, zm. w 2002) – chilijski piłkarz wodny, olimpijczyk z Londynu w 1948.
Zagrał w reprezentacji Chile podczas letnich igrzysk olimpijskich w 1948. Jego drużyna po dwóch przegranych odpadła wówczas w 1. rundzie turnieju zajmując 13.–18. miejsce.